# Молчаны (Хмельницкая область)
Молчаны (укр. Мовчани) — село в Красиловском районе Хмельницкой области Украины.
Население по переписи 2001 года составляло 294 человека. Почтовый индекс — 31073. Телефонный код — 3855. Занимает площадь 0,801 км². Код КОАТУУ — 6822789503.

## Местный совет
31000, Хмельницкая обл., Красиловский р-н, с. Щиборовка, ул. Кирова